# Bayerische Tracht

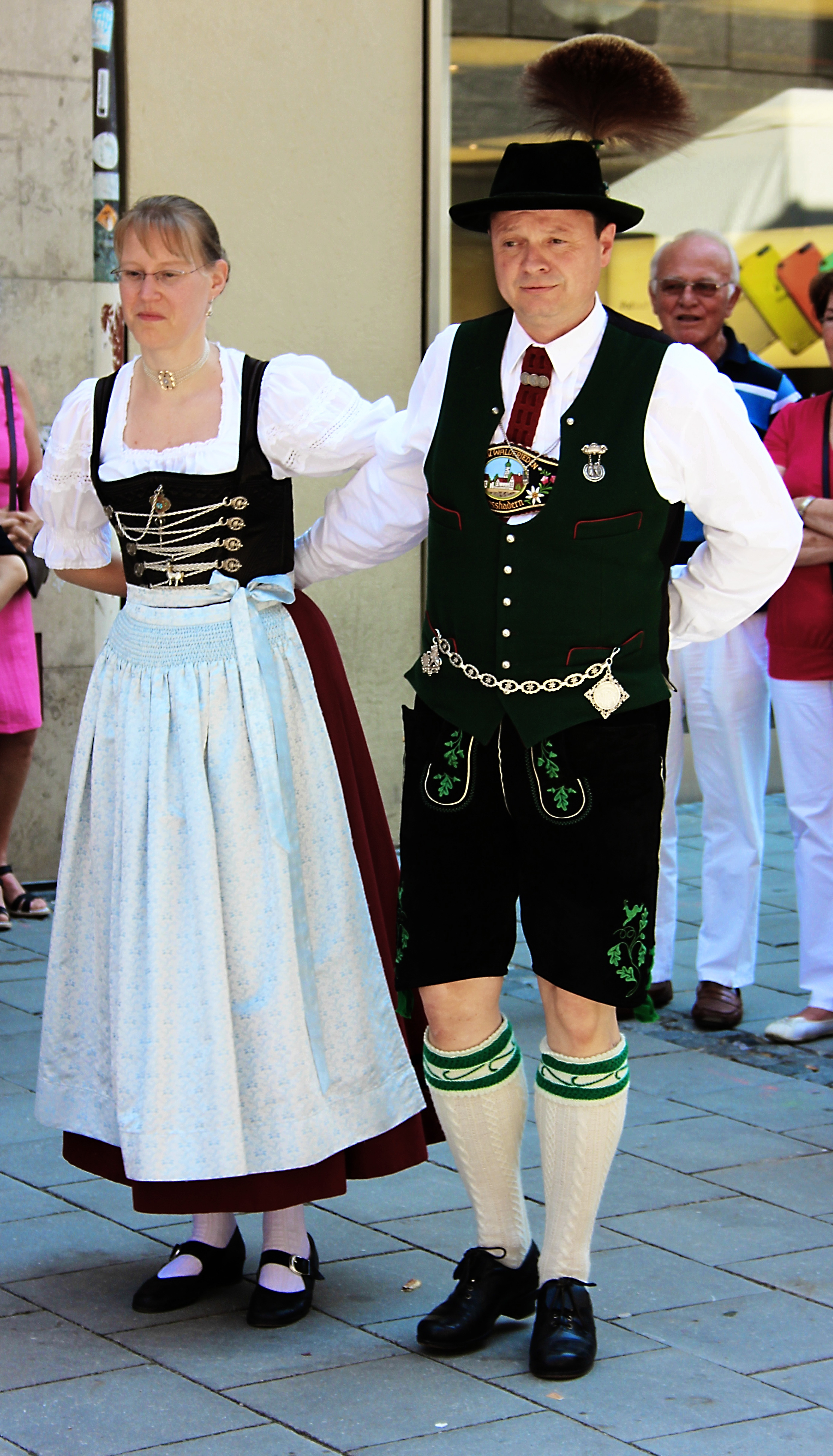
Paar in Tracht, München 2013

Bayerische Tracht meint die traditionelle Tracht im alpenländischen, bairischen Sprachraum in Bayern und Österreich. Typische Bestandteile sind die Lederhose und das Dirndl. Ihre heutige Bedeutung als Mode-Tracht entstand im frühen 19. Jahrhundert im Zuge der Konstituierung des Königreichs Bayern und wird seitdem durch Trachtenvereine gepflegt. 
Eine einheitliche bayerische Tracht gibt es nicht, vielmehr gibt es zahlreiche Varianten.  

## Varianten
In Oberbayern kann man heute sechs Typen von Gebirgstrachten unterscheiden:
- Miesbacher Tracht
- Werdenfelser Tracht
- Inntaler Tracht
- Chiemgauer Tracht
- Berchtesgadener Tracht
- Isarwinkler Tracht

Im Allgäu setzte sich durch den Einfluss der Wittelsbacher schon sehr früh eine Gebirgstracht durch, die in wesentlichen Elementen der Werdenfelser Tracht entsprach. Typisch sind hier aber für das Allgäu die gestickten Edelweißhosenträger aus grünem Tuch. Im Allgäu gab es längere Zeit Unstimmigkeiten zwischen Anhängern der Gebirgstracht und Anhängern einer erneuerten schwäbischen Tracht um Heimatpfleger Alfred Weitnauer, inzwischen ist es weitgehend Konsens, dass im Allgäu „seit mehr als 150 Jahren sowohl die Gebirgstracht, als auch die städtisch-höfische Tracht parallel zueinander existieren“.
Seit dem 19. Jahrhundert wurde in vielen Gegenden Bayerns nicht nur die Gebirgstracht gepflegt, sondern auch versucht, lokale Trachten und Eigenheiten am Leben zu erhalten (Alttracht) bzw. wiederzubeleben (erneuerte Tracht) oder historische Traditionen in Erinnerung zu rufen (Historische Tracht). Bekannte lokale Trachten sind beispielsweise die Dachauer Tracht oder die Hallertauer Tracht.
Die Fränkische Tracht spiegelt die landschaftliche und historische Vielfalt Frankens wider und unterscheidet sich maßgeblich von den Gebirgstrachten. Darüber hinaus betreiben auch zahlreiche Heimatvertriebene Trachtenpflege.
Zur Erforschung und zur Beratung der meist ehrenamtlichen Initiativen wurden Informations- und Beratungsstellen eingerichtet, erstmals 1986 die „Trachtenforschungs- und beratungsstelle des Bezirks Mittelfranken“ in Schwabach. Das „Zentrum für Trachtengewand“ (vormals „Trachten-Informationszentrum“) des Bezirks Oberbayern in Benediktbeuern wurde  im Jahr 2000 gegründet.

## Geschichte

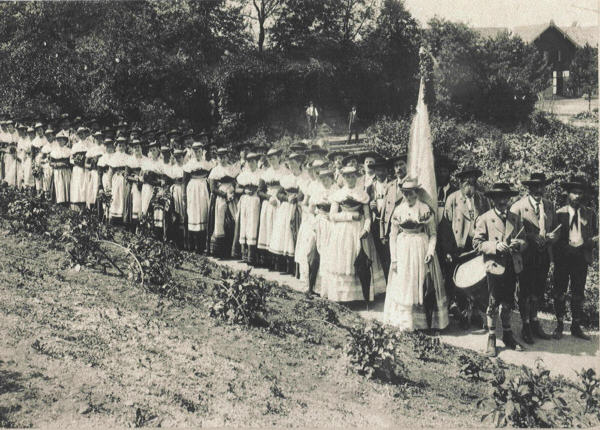
Photo der „Gesellschaft Gemüthlichkeit von 1859“, älteste bekannte Aufnahme einer Trachtengesellschaft, 1862

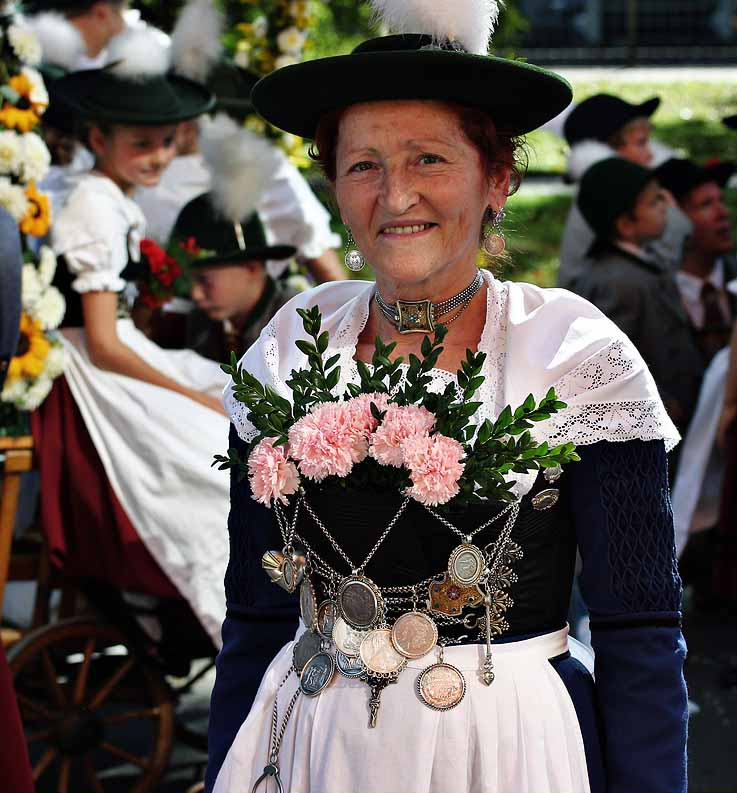
Miesbacher Gebirgstracht der Frauen

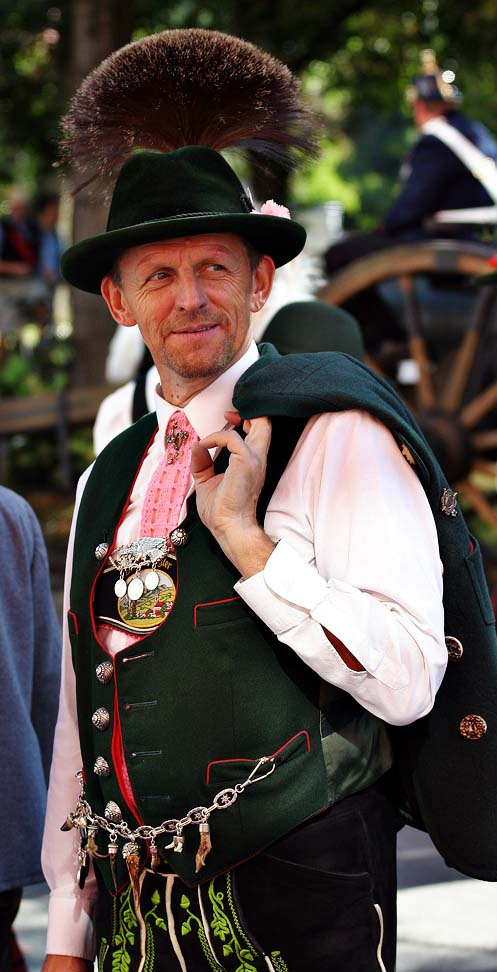
Miesbacher Gebirgstracht der Männer

Als 1806 das Königreich Bayern gegründet wurde, verband die darin vereinten Franken, Schwaben, Pfälzer und Bayern wenig. Das regierende Geschlecht der Wittelsbacher suchte nach einem Weg, dem neu entstandenen Volk eine gemeinsame Identität zu geben. Auf dem ersten Oktoberfest 1810 ließ Maximilian I. Joseph dazu Kinder in unterschiedlichen regionalen Trachten auflaufen, angeführt von Felix Joseph von Lipowsky. Joseph von Hazzi hatte bereits 1798 im Auftrag des Kurfürsten Karl Theodor begonnen, in seinen Bänden der statischen Aufschlüsse neben wirtschaftlicher und statistischer Daten auch die Kleidung der Bewohner einzelner Regionen zu beschreiben. Nun sammelte Lipowsky Abbildungen vermeintlich typischer und traditioneller Kleidungsweisen, die er ab 1825 in der Sammlung Baierischer National-Costüme herausbrachte. Zu Ehren der Silberhochzeit von König Ludwig I. von Bayern und Königin Therese fand 1835 erstmals ein Trachtenumzug statt. Schon 1818 hatte er die ihn umgebenden Künstler in Rom gezwungen, eine „nationale Kleidung“ zu tragen. Sein Nachfolger Maximilian II. Joseph machte die Tracht hoffähig. Per Erlass vom 1. Juni 1853 ließ er die Tracht als scheinbar ländliche Alltagskleidung zur „Hebung des bayerischen Nationalgefühls“ fördern. Tatsächlich entsprach aber die Lederhose vielmehr dem Jägergewand in Bergregionen um 1850 und das Dirndl dem modisch-ländlichen Sommerkleid einer Städterin auf Landurlaub, nicht einer Bauern- oder Mägdekleidung. Maximilian II. band Trachtenträger offiziell in sein Hofzeremoniell ein, trug selbst Trachtenjanker mit Lederhosen bei der Jagd und schrieb 1849, dass er in der Erhaltung der Volkstrachten für das Nationalgefühl eine „große Wichtigkeit“ sehe. Seine Nachfolger führten dies fort und auch im benachbarten Österreich wurden Trachten beliebt: Prinzregent Luitpold von Bayern und der österreichische Kaiser Franz Joseph I. waren als Trachtenträger bekannt, bei der Jagd waren sie oft in kurzer Lederhose zu sehen.

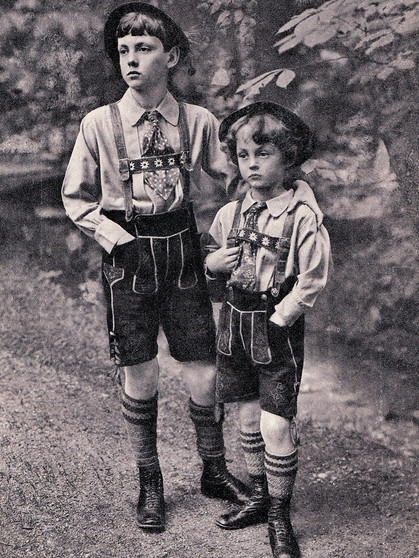
Prinz Luitpold und Prinz Albrecht von Bayern in Tracht, 1910

Die bayerische Bevölkerung, sowohl Bildungsbürgertum wie Landbevölkerung, griff die königlichen Anregungen schnell auf: Am 4. April 1859 kam es zur Anmeldung der „Gesellschaft Gemüthlichkeit“ in Miesbach, dem Vorläufer des 1884 gegründeten Trachtenvereins Miesbach. Zahlreiche regionale Trachtenvereine entstanden, die jeweils eigene Trachten entwarfen und deren Erhaltung pflegten. Der erste war der 1883 gegründete „Verein zur Erhaltung der Volkstracht im Leitzachthal“ von Josef Vogl. 1890 wurde auf Anregung von Thomas Bacher in Bad Feilnbach der Gauverband I als erste Dachorganisation der Trachtenvereine gegründet. Am ersten Gaufest 1891 in Feilnbach nahmen 15 Trachtenvereine teil. Im Jahr 1899 gehörten dem Gauverband I bereits 43 Trachtenvereine an, 1906 waren es 61 Vereine. Im Laufe der Zeit gründeten sich weitere Gauverbände, so 1899 der Oberlandler Gau, 1903 der Inngau und 1926 der Chiemgau-Alpenverband. 
1895 fand zum Oktoberfest ein von dem Münchner Schriftsteller Maximilian Schmidt organisierter Volkstrachten-Festzug statt, der den Höhepunkt eines dreitägigen „Historisch-Bayerischen Volkstrachten-Festes“ darstellte. Für diesen wurden Trachten und Einzelstücke historischer Kleidung aus allen bayerischen Kreisen zusammengeholt und teilweise nach Vorbildern neu geschneidert. Der Zug war das Vorbild für den heutigen Trachtenzug am ersten Wiesensonntag und er war außergewöhnlich einflussreich für die aufkommende Volkskunde-Bewegung. Alle teilnehmenden Gruppen des Festzuges wurden mindestens dreifach fotografiert, die Bilder verbreiteten sich in verschiedenen Alben und Ausgaben und waren Gegenstand umfangreicher Berichterstattung. Auch die auf den Festveranstaltungen vorgestellten Tänze und Musikdarbietungen wurden vielfach publiziert. All diese Veröffentlichungen standen in den nächsten Jahrzehnten den Trachten- und Volkskunde-Forschungen zur Verfügung.
1900 eröffneten die aus Bielefeld stammenden Brüder Moritz und Julius Wallach in München ein Trachtenmoden-Geschäft, in dem sie ihre eigene Trachtenmodelinien verkauften und den Hof, Künstlerinnen und Künstler sowie Intellektuelle belieferten. 1909 wurde der Landesverband Bayerischer Heimat- und Volkstrachtenvereine gegründet. Nach dem Ersten Weltkrieg und Bayerns Verlust der Eigenstaatlichkeit in der Weimarer Republik bekam das Trachtentragen teilweise einen politisch reaktionären Charakter, Trachten wurden demonstrativ von Bürgerwehren und bayerischen Monarchisten getragen, sowohl in der Stadt als auch auf dem Land. Am 25. Oktober 1925 gründeten sich die „Vereinigten Trachtenverbände des bayerischen Oberlandes“ (heute: Bayerischer Trachtenverband e. V.) im Hackerkeller in München. Er umfasste 10 Gründungsgauverbände zusammen mit 303 Vereinen und 19.135 Mitgliedern. Unter der Herrschaft des NS-Regimes wurden Trachten schließlich ein wichtiger Teil der nationalen Propaganda. Die Trachtenvereine wurden gleichgeschaltet und 1938 mit der nationalsozialistischen Organisation Kraft durch Freude (KdF) verschmolzen. Kurz nach der Wiederzulassung der Trachtenvereine 1948 gab es bereits wieder 500 Trachtenvereine mit rund 45.000 Mitgliedern. In der Nachkriegszeit wurden Trachten Teil einer romantisierten Darstellung von Heimat, was sich insbesondere in zahlreichen Heimatfilmen spiegelte. Weltweit wurde Tracht zum Tourismusfaktor, so etwa bei den Olympischen Spielen 1972 in München oder bei Folklore-Veranstaltungen außerhalb Europas. 
In Deutschland verfestigte sich die Konnotation von politischem Konservatismus und Tracht durch den Umstand, dass Mitglieder der CDU und CSU häufig in Tracht auftraten. Allerdings wird Tracht auch anderswo getragen, Musikgruppen wie die Biermösl Blosn oder LaBrassBanda tragen bzw. trugen ebenso selbstverständlich Tracht wie die Schwuhplattler und der ehemalige bayerische Grünen-Vorsitzende Sepp Daxenberger. Auch die deutschen und österreichischen Pfadfinder trugen gern Lederhosen.
Während die bayerische Tracht in Bayern heute als Symbol für Heimat wahrgenommen wird, gilt sie im internationalen Kontext häufig als Symbol für Deutschland.